# Bob Wilkinson
Bob Wilkinson (ur. 25 lipca 1951 w Luton, zm. 1 lutego 2021) – angielski rugbysta grający na pozycji wspieracza, reprezentant kraju.
Uczęszczał do St Albans School, a następnie studiował na University of Cambridge, gdzie reprezentował barwy uniwersyteckiego zespołu rugby, w tym trzykrotnie (1971–1973) w Varsity Match przeciwko drużynie z Oxford. Na poziomie klubowym przez całą karierę związany był z Bedford Blues, w którym – także jako kapitan – w latach 1969–1985 wystąpił 311 razy zdobywając 37 przyłożeń. Największym sukcesem klubu w tym okresie był triumf w RFU Club Competition w roku 1975. W angielskiej reprezentacji zadebiutował podczas tournée do Australii w 1975 roku, przeciw Wallabies zagrał również na początku stycznia 1976 roku. Wystąpił następnie w całej kampanii Pucharu Pięciu Narodów, po czym selekcjonerzy zwrócili się ku innym zawodnikom, o mocniejszej posturze jak Maurice Colclough. Łącznie zatem w latach 1975–1976 rozegrał sześć testmeczów, a we wszystkich jego partnerem w drugiej linii młyna był Bill Beaumont.
W latach 1972–1984 zapraszany był do gry w barwach Barbarians, w tym także w meczu z Nową Zelandią w 1973 roku.
Prowadził firmę importową specjalizującą się w bananach. Żonaty z Sally, czterech synów.